# Polskie Ratownictwo Okrętowe

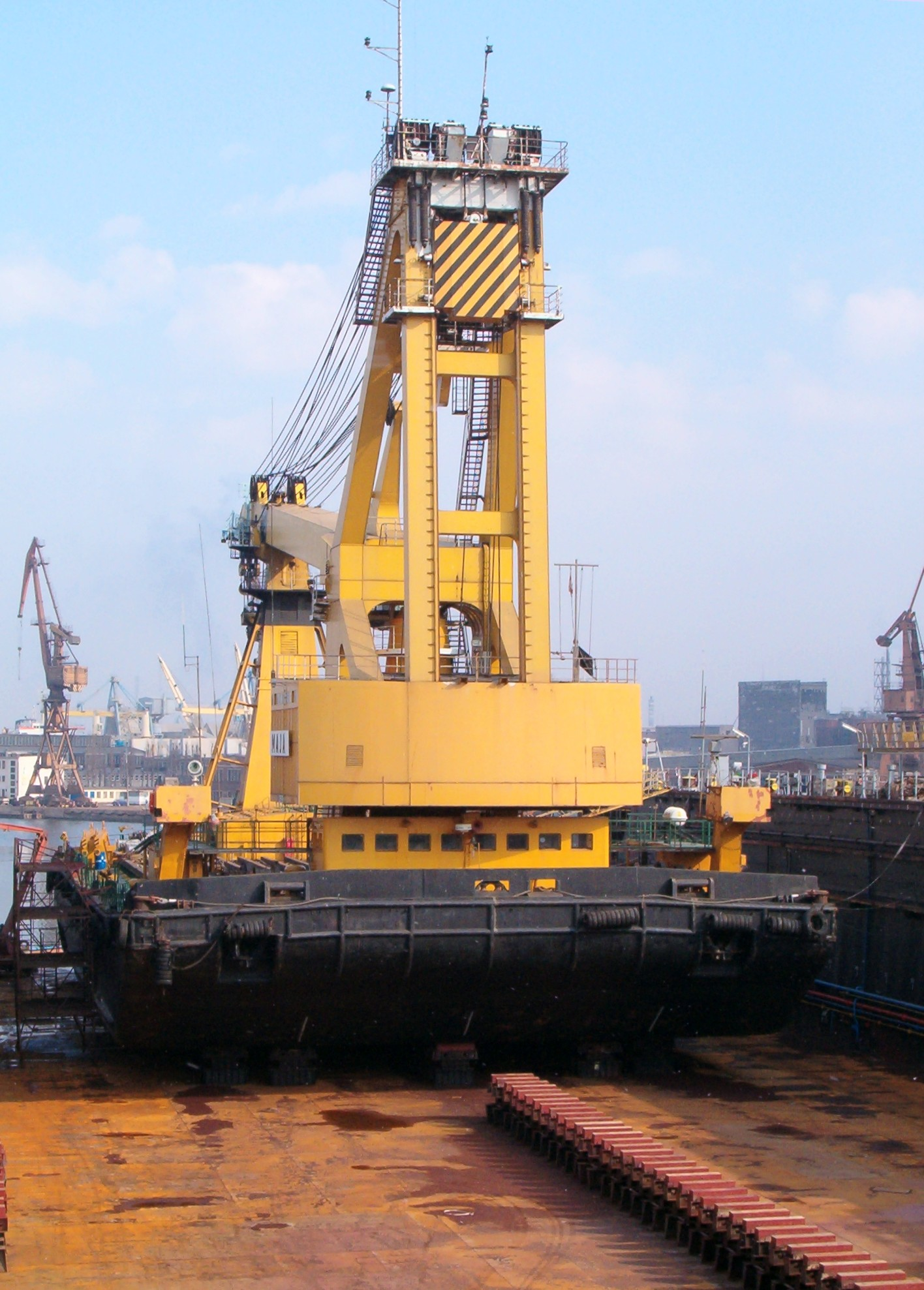
Maja podczas remontu w doku pływającym

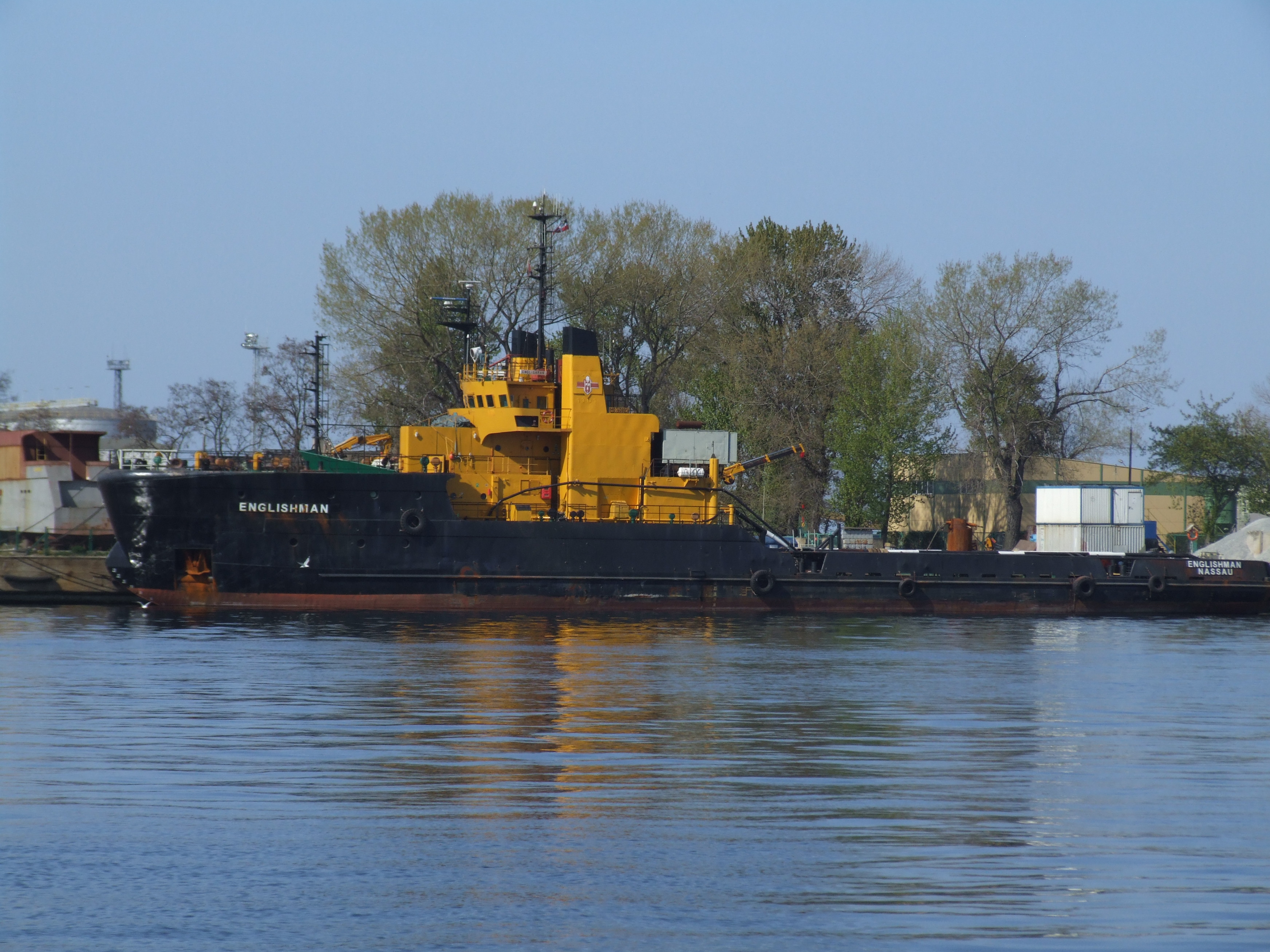
Englishman

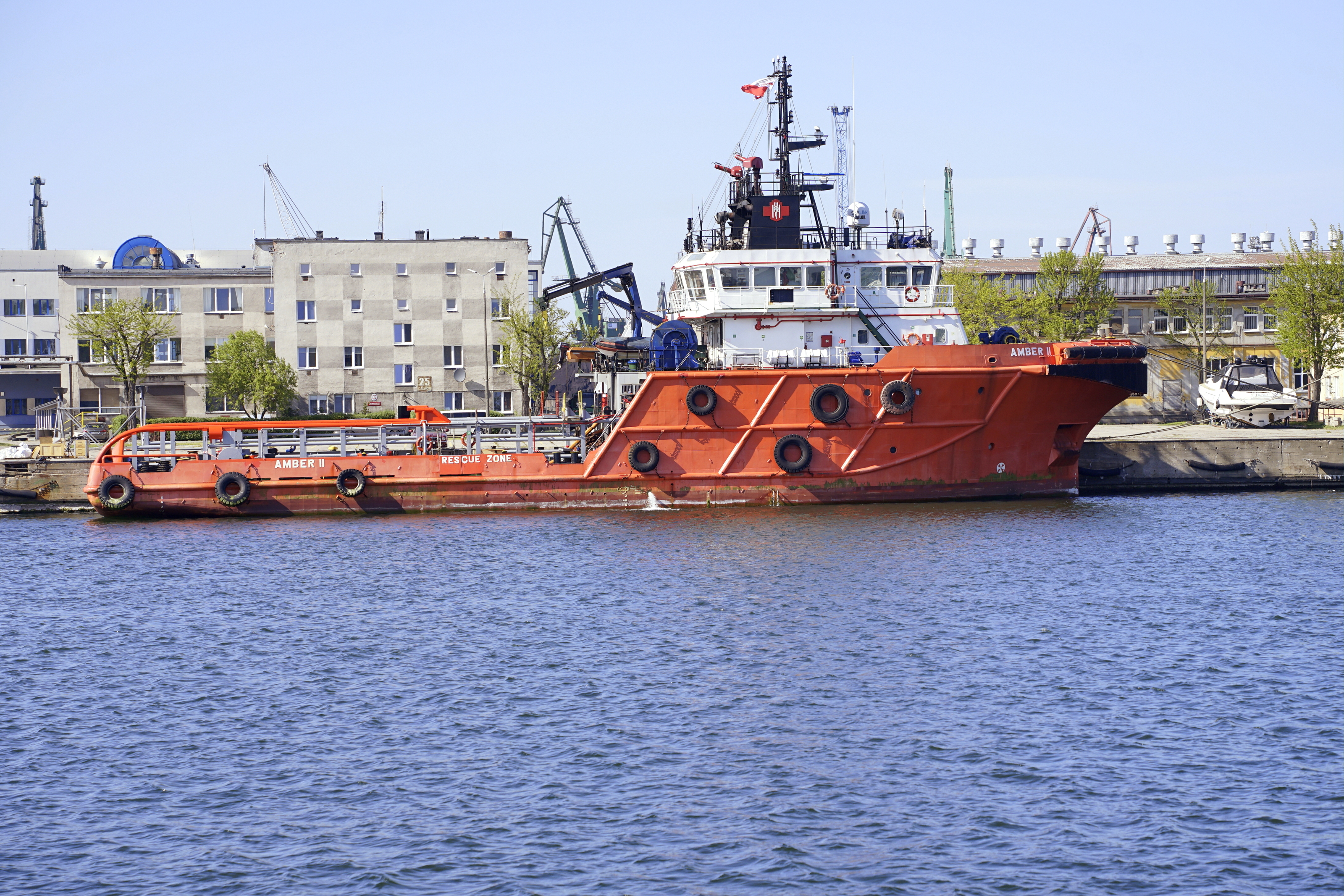
AHTS Amber II

Polskie Ratownictwo Okrętowe (PRO) – polska jednoosobowa spółka Skarbu Państwa będąca armatorem z siedzibą w Gdyni, którego domeną są holowania oceaniczne i pełnomorskie.

## Historia
Polskie Ratownictwo Okrętowe powstało w 1951 jako przedsiębiorstwo państwowe, którego zadaniem było oczyszczanie polskiego wybrzeża z wraków pozostałych po II wojnie światowej. Potem zajęła się także ratownictwem ludzi (SAR). 
Po wydzieleniu w roku 2002 z PRO  Morskiej Służby Poszukiwania i Ratownictwa, przedsiębiorstwo zostało skomercjalizowane i od tego czasu zajmuje się tylko działalnością komercyjną (ratownictwem okrętowym), na którą poza holowaniami składają się usługi dźwigowe i obsługa platform wiertniczych i statków. Firma dysponuje 3 holownikami i żurawiem pływającym.

## Flota PRO

### Holowniki
- AHTS Opal
- AHTS Amber II
- AHTS Onyx

### Żuraw pływającyMaja
Dane techniczne:
Napęd: własny
Udźwig:
- hak główny: 330 ton
- hak pomocniczy: 100 ton

Możliwość obrotu ramienia: 360°
Masa przewożonych na pokładzie ładunków: 800 ton